# Carcavelos DOC

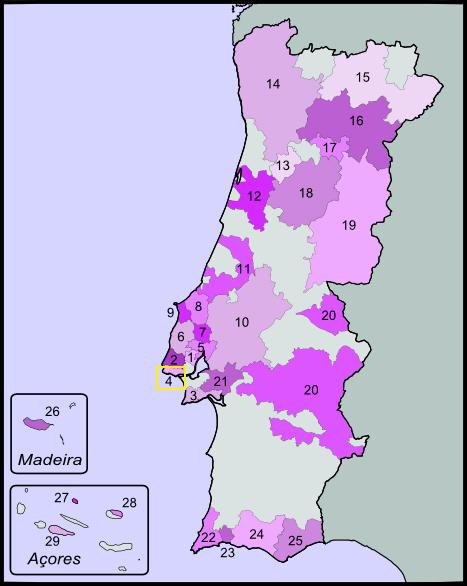
Regiões vinícolas portuguesas. Carcavelos esta assinalada como região #4.

Carcavelos DOC é a mais pequena região vinícola portuguesa e situa-se em torno da freguesia de Carcavelos, nos Municípios de Cascais e de Oeiras. A região tem a classificação DOC, Denominação de Origem Controlada. Com uma tradição vinícola que remonta ao Marquês de Pombal, que aí possuía vinhas, a região distingue-se pelo vinho generoso, cor de topázio, com sabores e aromas amendoados, adquirindo um perfume acentuado com o envelhecimento.

## Características
Situada muito próximo da foz do rio Tejo, a área de vinha da região é muito pequena, uma vez que a região tem sido fortemente urbanizada. Historicamente, a região produtora de vinho de Carcavelos compreendia os vales e zonas adjacentes às ribeiras da Laje, de Manique/Caparide e das Marianas. O clima é mediterrânico, temperado e sem grandes amplitudes térmicas devido à proximidade do mar.As qualidades dos vinhos generosos de Carcavelos foram oficialmente reconhecidas em 1907 e um ano depois definidos os princípios gerais da sua produção e comercialização. Protegido pelo Conde de Oeiras e Marquês de Pombal, que o produzia na sua Quinta de Oeiras.
Este vinho generoso, comummente conhecido como Vinho de Carcavelos ou simplesmente Carcavelos, tem actualmente uma produção bastante limitada que se concentra em quintas como a da Samarra (no Livramento), a Quinta da Ribeira, com os seus imponentes lagares seculares, a Quinta dos Pesos, com património edificado de grande valor arquitectónico (ambas em Caparide); e nas zonas da Quinta do Marquês, em Oeiras, onde se encontra a Adega do Casal da Manteiga, a única instalação de apoio à atividade a funcionar na região demarcada, e o Mosteiro de Santa Maria do Mar.

## Castas
- Principais castas tintas: Castelão e Preto Martinho, num mínimo de 75%.
- Principais castas brancas: Galego Dourado, Ratinho e Arinto, num mínimo de 75%.

## Vinhos
A designação Carcavelos DOC é utilizada em vinhos licorosos tintos e brancos.
A certificação dos DOC Carcavelos é feita pela Comissão Vitivinícola Regional de Bucelas, Carcavelos e Colares.

## Municípios
A DOC Carcavelos abrange a região em torno da freguesia de Carcavelos, nos Municípios de Cascais e de Oeiras.